# Lucie Schlimé
Lucie Schlimé (* 19. September 2003 in Luxemburg-Stadt) ist eine luxemburgische Fußballspielerin.

## Karriere

### Vereine
Die Torhüterin spielte in ihrer Jugend für die Spielgemeinschaft Steinsel-Walferdingen und bestritt für deren erste Mannschaft in der Saison 2017/18 das mit 0:4 verlorene Zweitrundenspiel gegen die Alliance Aischdall Hobscheid-Eischen im Pokalwettbewerb ihr erstes Pflichtspiel im Seniorenbereich.
Zur Saison 2018/19 wurde Schlimé in die Spielgemeinschaft (Entente) Itzig/Canach/Cebra aufgenommen, für die sie am 1. Dezember 2018 (11. Spieltag) ihr erstes Punktspiel in der Dames Ligue 1, der höchsten Spielklasse im luxemburgischen Frauenfußball, beim 2:1-Sieg im Auswärtsspiel gegen Sporting Bettemburg bestritt. Bis zum Saisonende 2021/22 konnte sie 43 weitere Punktspiele auf sich vereinen.
Zur Saison 2022/23 wechselte sie zum Ligakonkurrenten Sporting Bettemburg, für den sie in 19 Punktspielen eingesetzt wurde. In der Folgesaison gehörte sie bereits dem österreichischen Erstligisten First Vienna FC an, der sie am 4. August 2023 auf seiner Vereinswebsite als Neuzugang vorstellte. Dort kam sie zu insgesamt 22 Ligapartien für dessen Reservemannschaft in der Future League des Wiener Fußball Verbands.
Ihr Debüt bei den Profis gab Schlimé dann am 7. September 2024, als sie in der 1. Qualifikationsrunde der UEFA Women’s Champions League bei der 0:8-Niederlage gegen Linköpings FC aus Schweden in der 60. Minute eingewechselt wurde. Am 16. Oktober 2024 kam sie in der 2. Runde des nationalen Pokals beim SV Horn (8:0) ebenfalls zum Einsatz für das Erstligateam aus Wien. Nach der Winterpause gehörte sie dann fest zum Erstligakader der Wiener und kam bis zum Saionende in acht Partien der ÖFB Frauen-Bundesliga zum Einsatz.
Am 8. Juli 2025 gab dann der deutsche Zweitligist SC Sand die Verpflichtung der Torhüterin bekannt.

### Nationalmannschaft
Schlimé debütierte im Alter von 16 Jahren in der A-Nationalmannschaft, die am 9. November 2019 in Bissen das in Freundschaft ausgetragene Länderspiel gegen die Nationalmannschaft Kosovos mit 0:5 verlor. Bis zum 31. Oktober 2023 bestritt sie weitere acht Freundschaftsländerspiele sowie zehn WM-Qualifikationsspiele und im Jahr 2023 alle sechs Partien in der Gruppe 2 der Liga C in der Nations League. In der UEFA Women’s Nations League 2025 schaffte sie dann mit Luxemburg als Tabellenerster der Gruppe C3 den Aufstieg in die B-Gruppe.